# Cratere Milon
Milon è un cratere sulla superficie di Giapeto.